# Jaba K'ank'ava
Jaba Giorgis Dze K'ank'ava (in georgiano ჯაბა გიორგის ძე კანკავა?; in russo Джаба Георгиевич Канкава?, Džaba Georgievič Kankava; Tbilisi, 18 marzo 1986) è un calciatore georgiano, centrocampista della Dinamo Tbilisi e della nazionale georgiana.

## Caratteristiche tecniche
Centrocampista difensivo, è abile a giocare la palla con entrambi i piedi.

## Carriera

### Club
Debutta nel campionato ucraino il 25 marzo 2006, all'età di 20 anni, tra le file dell'Arsenal Kiev nel match contro Shakhtar Donetsk perso 1-0.

#### Dnipro
Nel corso della partita del 30 marzo 2014 tra Dnipro e Dinamo Kiev è protagonista di un evento importante: durante un'azione di gioco, il capitano della squadra avversaria Oleh Husjev subisce un trauma cranico, una frattura della mascella e la rottura di un dente, perdendo i sensi e serrando involontariamente la bocca. Prima dell'arrivo dei soccorsi, K'ank'ava interviene prontamente aprendogli a forza la bocca ed estraendogli la lingua, prevenendo quindi la morte per soffocamento.

### Nazionale
Esordisce in nazionale maggiore nel 2004.Il debutto in nazionale avviene invece l'8 settembre 2004, nella vittoria 2-0 contro la nazionale dell'Albania.
Il 28 gennaio 2022 annuncia il suo ritiro dalla nazionale, dopo 18 anni. Tuttavia, nel marzo 2024, torna in nazionale, in vista degli impegni per i play-off di qualificazione agli Europei 2024.

## Palmarès

### Club

#### Competizioni nazionali
- Coppa di Georgia: 1

Dinamo Tbilisi: 2003-2004
- Campionato georgiano: 1

Dinamo Tbilisi: 2004-2005
- Campionato slovacco: 3

Slovan Bratislava: 2021-2022, 2022-2023, 2023-2024

#### Competizioni internazionali
- Coppa dei Campioni della CSI: 1

Dinamo Tbilisi: 2004